# Pierre Urbain
Pour les articles homonymes, voir Urbain.
Pierre Urbain, né le 20 septembre 1895 à Saint-Mandé et mort le 30 septembre 1968 à Paris, est un hydrologue et climatologue français, Officier de la Légion d'honneur et Juste parmi les nations.

## Biographie
Fils du chimiste Georges Urbain, Pierre Urbain a été maître de recherches au CNRS et directeur du laboratoire de chimie analytique et d'hydrologie générale à l'Institut d'hydrologie et de climatologie. Il a été président de la Société française de minéralogie et de cristallographie en 1964 après en avoir été membre depuis 1937.
Il était un pionnier de l'étude physico-chimique des argiles et des problèmes géologiques associés à celle-ci. De 1954 à 1967, il a été un directeur scientifique actif du Centre de climatologie de Pau. Il a été membre du Conseil supérieur de l'hygiène publique, membre du Conseil supérieur du thermalisme et professeur à l'Université Charles de Prague de 1946 à 1949.
Il a publié des articles scientifiques de 1922 à 1967. Sa dernière publication concernant la géochimie des enveloppes externes et l'hydrogéologie des eaux thermo-minérales a obtenu le Prix Jansen de l'Académie nationale de médecine en 1968.
En août 1944, il a exercé l'activité de brancardier.
Avec sa femme Thérèse Urbain, il a obtenu le 2 novembre 1995 le titre de Juste parmi les nations pour avoir protégé une famille juive sous l'Occupation : Donald Simon, Huguette Blum, Pierre Blum et Gérard Weil,.
Il a été par ailleurs pendant plusieurs années le correspondant de boursiers africains et malgaches.
Il était Officier de la Légion d'honneur.

## Ouvrages
- Les sciences géologiques et la notion d'état colloïdal (1933)
- Analyse des eaux minérales de Vittel et de Contrexéville (Vosges) (1935)
- La Géochimie, avec Robert Soyer (1937)
- Notice sur les titres et travaux scientifiques de Pierre Urbain (1937)
- Introduction à l'étude pétrographique et géochimique des roches argileuses. I. Méthodes chimiques. II. Méthodes microscopiques. III. Méthodes thermiques. IV. Méthodes roentgenographiques. V. Méthodes mécaniques. (1937)
- Recherches pétrographiques et géochimiques sur deux séries de roches argileuses 1. Lias et oolithique du Calvados 2. Éocène et oligocène de la région de Paris (1949)
- La constitution de l'atmosphère terrestre (1951)
- Analyse des eaux minérales de La Bourboule et du Mont-Dore (Puy-de-Dôme) (1956)
- Les centres modernes de recherche climatologique physique, biologique et médicale (1964)
- Géochimie et hydrogéologie des enveloppes aqueuses et des eaux thermo-minérales (1967)

## Articles
- Comparaison des caractères géologiques et géochimiques de deux séries de roches argileuses (1951)
- Répartition des éléments décelables spectrographiquement dans les eaux thermo-minérales, avec Raymonde Lagrange (1953)
- Données récentes sur la distribution des éléments rares dans les minéraux et dans les roches (1954)
- Radioactivité des argiles, avec Michel Geslin (1960)
- Étude de la radioactivité des eaux thermales et des roches de la région de Lamalou et de Bédarieux (Hérault), avec Michel Geslin (1961)

## Traductions
- La loi des phases en minéralogie et pétrographie I, Généralités, par Paul Niggli (1938)
- La loi des phases en minéralogie et pétrographie II, Applications minéralogiques et pétrographiques de la loi des phases, par Paul Niggli (1938)